# Parque Quase-Nacional Tenryū-Okumikawa
O Parque Quase-Nacional Tenryu-Okumikawa é um parque quase-nacional localizado nas prefeituras japonesas de Nagano, Shizuoka e Aichi. Estabelecido em 1 de outubro de 1969, tem uma área de 25 576 hectares.